# Lize Spit
Lize Spit   (Lier, 12 de novembre de 1988) és una escriptora belga en neerlandès. Va estudiar en el «Royal Institute for Theatre, Cinema and Sound» (RITCS) de Brussel·les, on va rebre el títol de màster en escriptura de guions. El 2013 va guanyar el premi Write Now! Amb la publicació de la seva primera novel·la, Het smelt (2013; «El desgel»), traduïda a diversos idiomes, va rebre diversos premis, com el De Bronzen Uil el 2016 o el Nederlandse Boekhandelsprijs el 2017. Des del 2017 és columnista de la revista De Morgen. El 2023, l'actriu Veerle Baetens va fer una adaptació cinematogràfica de la seva primera novel·la, El desgel, doblada en català amb el títol El desglaç.

## Obres
- Het smelt (2016). «El desgel». Traducció al català de Maria Rosich. Barcelona: Amsterdam Llibres, 2017[5]
- Ik ben er niet (2022)
- De eerlijke vinder (2023)
- Autobiografie van mijn lichaam (2024)